# Dalskabáty, hříšná ves aneb Zapomenutý čert
Dalskabáty, hříšná ves aneb Zapomenutý čert je československá televizní filmová pohádka z roku 1976 režiséra Jaroslava Novotného. Je zpracováním stejnojmenné pohádky, kterou v roce 1960 napsal jako komedii o 8 obrazech Jan Drda. Čerta Trepifajksla v podání Jaroslava Moučky se ujme vdova Plajznerová (Jiřina Bohdalová) a za vydatné pomoci chutného jídla mu pomáhá s polidšťováním. Čert se nakonec stane člověkem a pomůže odhalit ďábla převlečeného za faráře.

## Obsazení
| Jiřina Bohdalová   | vdova Mariány Plajznerová              |
| Jaroslav Moučka    | čert Trepifajksl, později Mates        |
| Josef Větrovec     | Ignác Loula, dříve čert Dr. Ichthuriel |
| Bedřich Prokoš     | kostelník Piškytle                     |
| Petr Haničinec     | kovář Ondřej                           |
| Květa Fialová      | Dorotka, kovářova žena                 |
| Jiří Wohanka       | Honza Mračno                           |
| Jana Paulová       | Mančinka                               |
| Jarmila Smejkalová | mlynářka                               |
| Josef Bláha        | komediant Lupino                       |
| Vladimír Šmeral    | kníže Belzebub                         |
| Jiří Pleskot       | čert Marbulius                         |
| Alexej Gsöllhofer  | čert Dr. Solfernus                     |
| Josef Kalena       | čert Dr. Belfegor                      |
| Bohumila Dolejšová | Markytka                               |
| Bohumila Dousková  | Bětka                                  |
| Jana Boušková      | Kačena                                 |